# Edvin Wide
Edvin Wide (Kimito, Gran Ducat de Finlàndia 1896 - Estocolm, Suècia 1996) fou un atleta suec, guanyador de cinc medalles olímpiques.

## Biografia
Va néixer el 22 de febrer de 1896 a la ciutat de Kimito, població situada en aquells moments al Gran Ducat de Finlàndia, depenent de l'Imperi Rus, i que avui dia forma part de Finlàndia. El 1918 es traslladà a viure a Suècia.
Va morir el 19 de juny de 1996 a la seva residència d'Estocolm (Suècia), mesos després d'haver celebrat el seu centenari.

## Carrera esportiva
Va participar, als 24 anys, en els Jocs Olímpics d'Estiu de 1920 realitzats a Anvers (Bèlgica), on va aconseguir guanyar la medalla de bronze en la prova dels 3.000 metres per equips, formant equip amb Eric Backman i Sven Lundgren. També va participar en els 1.500 metres, però fou eliminat en la primera ronda.
En els Jocs Olímpics d'Estiu de 1924 realitzats a París (França) guanyà la medalla de plata en els 10.000 metres i la medalla de bronze en els 5.000 metres. També va participar en els 3.000 metres per equips, on fou eliminat en la ronda final, i en la prova individual i per equips de cros, si bé no les finalitzà.
En els Jocs Olímpics d'Estiu de 1928 realitzats a Amsterdam (Països Baixos) guanyà dues noves medalles de bronze en els 5.000 i 10.000 metres. Tornà a participar en la prova dels 1.500 metres, si bé novament fou eliminat en la primera ronda.

## Millors marques
- 1.500 metres. 3' 51.8" (1926)

- 5.000 metres. 14' 40.4" (1925)

- 10.000 metres. 30' 55.2"[3]